# Änamusjaure (Jokkmokks socken, Lappland)
Änamusjaure är en sjö i Jokkmokks kommun i Lappland och ingår i Luleälvens huvudavrinningsområde. Sjön har en area på 1,1 kvadratkilometer och ligger 318 meter över havet. Sjön avvattnas av vattendraget Vuoskonjåkkå.

## Delavrinningsområde
Änamusjaure ingår i det delavrinningsområde (741705-159415) som SMHI kallar för Mynnar i Änamusjaure. Medelhöjden är 422 meter över havet och ytan är 30,02 kvadratkilometer. Räknas de 2 avrinningsområdena uppströms in blir den ackumulerade arean 80,64 kvadratkilometer. Vuoskonjåkkå som avvattnar avrinningsområdet har biflödesordning 3, vilket innebär att vattnet flödar genom totalt 3 vattendrag innan det når havet efter 283 kilometer. Avrinningsområdet består mestadels av skog (81 procent) och sankmarker (12 procent). Avrinningsområdet har 1,72 kvadratkilometer vattenytor vilket ger det en sjöprocent på 5,7 procent.